# Egon Zimmermann
Pour les articles homonymes, voir Zimmermann.
Egon Zimmermann, né le 8 février 1939 à Lech am Arlberg (Vorarlberg) et mort le 23 août 2019 dans la même ville, est un skieur alpin autrichien membre du Ski Club de l'Arlberg.

## Palmarès

### Jeux olympiques d'hiver
| Épreuve / Édition | Descente | Slalom géant | Slalom |
| JO 1964 Innsbruck | Or       | Abandon      | —      |
| JO 1968 Grenoble  | 13e      | —            | —      |

### Championnats du monde
| Épreuve / Édition      | Descente | Slalom géant | Slalom | Combiné |
| Mondiaux 1962 Chamonix | Bronze   | Or           | —      | —       |
| JO 1964 Innsbruck      | Or       | Abandon      | —      | —       |
| JO 1968 Grenoble       | 13e      | —            | —      | —       |
| Mondiaux 1966 Portillo | 12e      | Disqualifié  | —      | —       |

## Coupe du monde

### Différents classements en Coupe du monde
| Saison / Épreuve | Saison / Épreuve | Général | Général | Descente | Descente | Slalom | Slalom |
| ---------------- | ---------------- | ------- | ------- | -------- | -------- | ------ | ------ |
| Saison / Épreuve | Saison / Épreuve | Class.  | Points  | Class.   | Points   | Class. | Points |
| 1967             | 1967             | 17e     | 23      | 9e       | 19       | 21e    | 4      |
| 1968             | 1968             | 62e     | 1       | 25e      | 1        |        |        |

## Arlberg-Kandahar
- Vainqueur du slalom 1962 à Sestrières